# Лозерт (коммуна)
Лозерт (фр. Lauzerte) — коммуна на юге Франции, в округе Кастельсарразен департамента Тарн и Гаронна в регионе Окситания.

## История
На рубеже нашей эры на холме Лозерта уже существовало укреплённое галльское поселение. Название городка происходит от лат. Lurnace, обозначающего «светильник, фонарь». В конце XII века граф Тулузы создаёт тут крепость-деревню, превращённую затем в бастиду для защиты от вторжений англичан, действовавших в этой местности во время Столетней войны. Эта малая крепость защищала дорогу от Каора к Муассаку. Подвергалась нападениям и разрушалась как во время Столетней войны, так и в последующих религиозных войнах в XVI веке.
С XV века здесь находился апелляционный окружной суд, рассматривавший дела сотен окрестных общин и деревень (действовал до XVIII века).

## География
Лозерт лежит на известняковой возвышенности, находящейся в междуречье Гаронны и Тарна. Местность пересекается многочисленными долинами более мелких речушек. Ближайший город — находящийся на северо-востоке Каор. Ближайший аэропорт — города Тулуза.

## Достопримечательности
Историческая часть городка Лозерт группируется вокруг рыночной площади и церкви Сен-Бартелеми, построенной в XIII веке и в XVI веке реконструированной и расширенной. В 1591—1654 годах к ней были добавлены пятиугольная апсида и шесть новых капелл. Алтарная картина выполнена в стиле барокко. Рыночную площадь и церковь окружают многочисленные здания, возведённые в Средневековье и в эпоху Ренессанса. У подножия холма, на котором расположена коммуна, находится кармелитская церковь, часть находившегося здесь аббатства монахов-кармелитов XIV века.
Коммуна Лозерт входит в числе населённых пунктов, находящихся на пути паломников Via Podiensis.
Лозерт входит в список «Самые красивые деревни Франции» в Окситании.